# Astaxantina
La astaxantina es un carotenoide, perteneciente a la serie fitoquímica de los terpenos. Se clasifica como una xantófila. Como muchos carotenoides, es un pigmento liposoluble coloreado. Etimológicamente significa "hoja amarilla" y el prefijo "asta" (griego: Αστακός cangrejo).

## Uso industrial
La astaxantina se fija a los tejidos de algunos animales y se utiliza como aditivo en el alimento para el cultivo de peces como el salmón o la trucha arcoris y crustáceos como el langostino. La astaxantina se puede encontrar en forma natural o sintética. Se identifica en la Unión Europea con el número E 161j.

## Galería

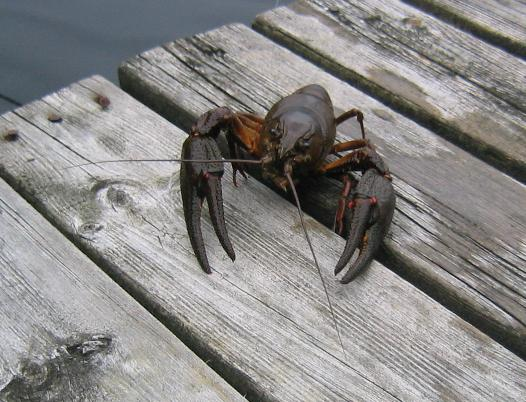
Cangrejo de río astacus.
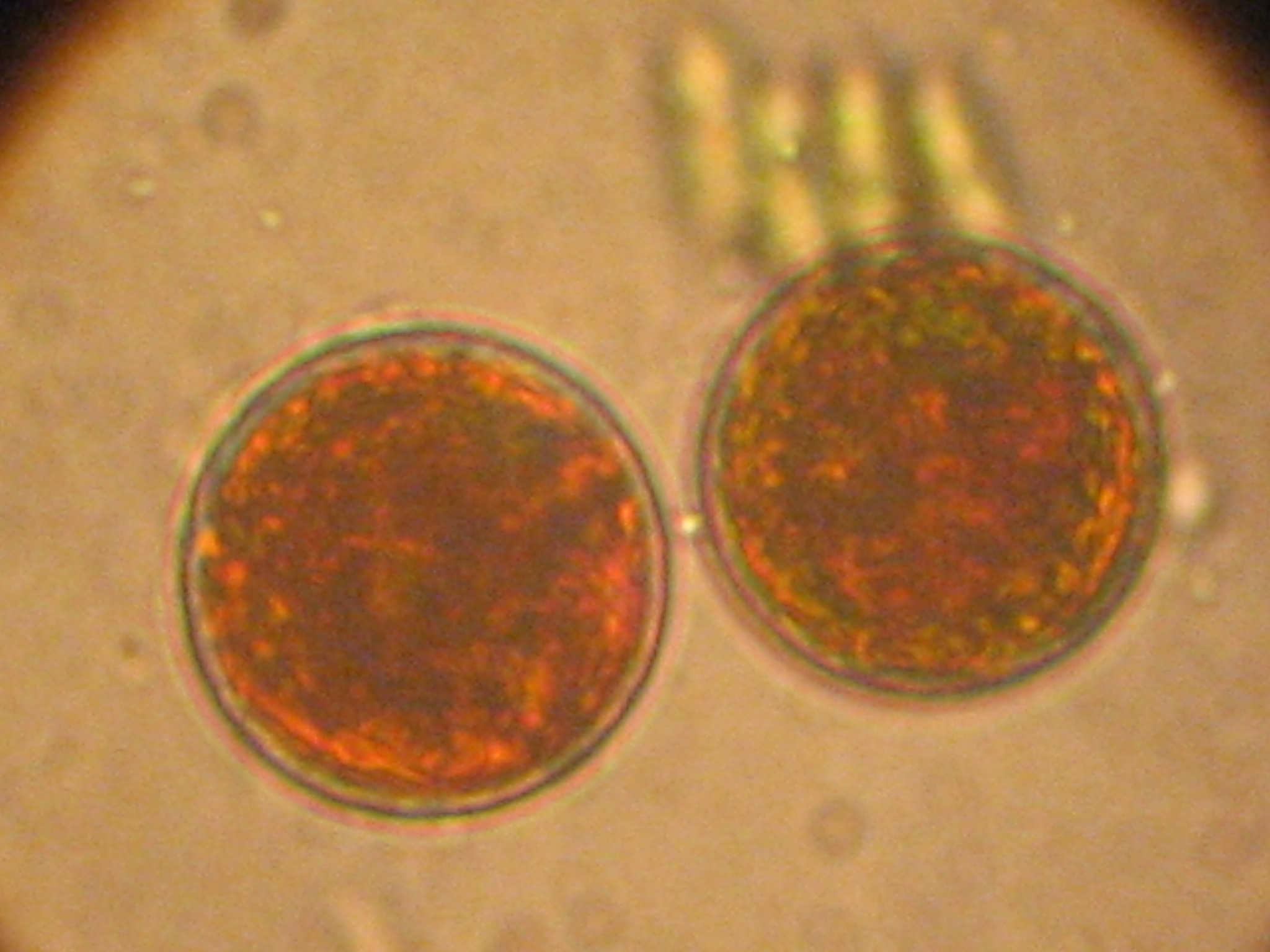
Fuente industrial de Haematococcus.
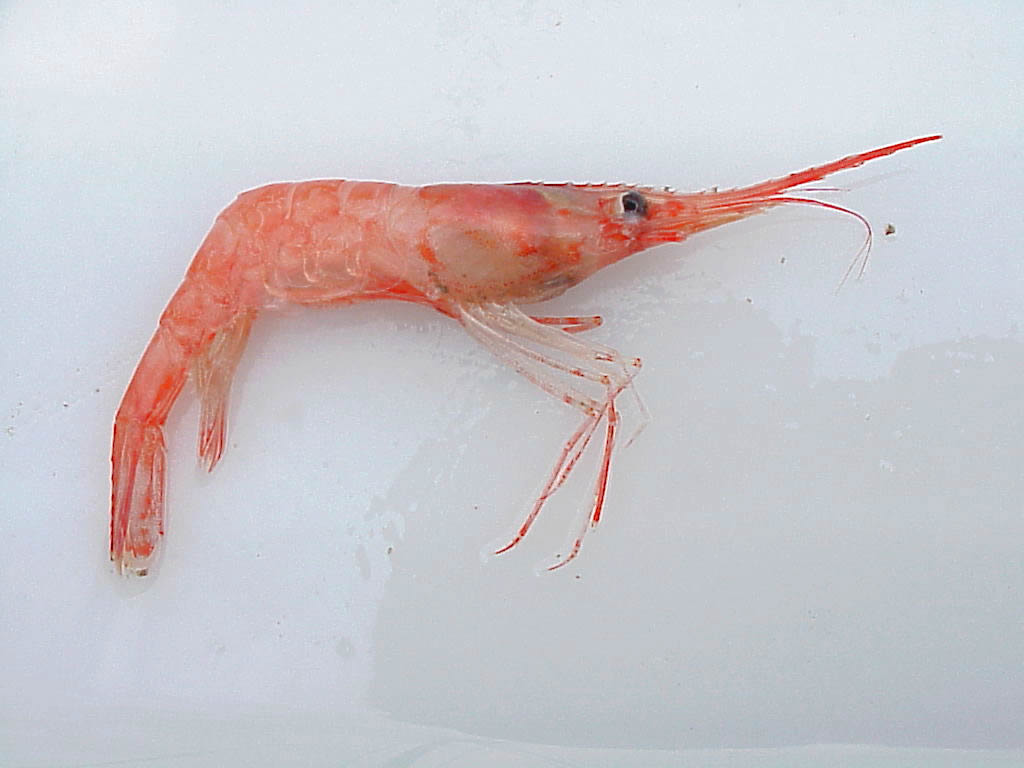
camarón boreal.
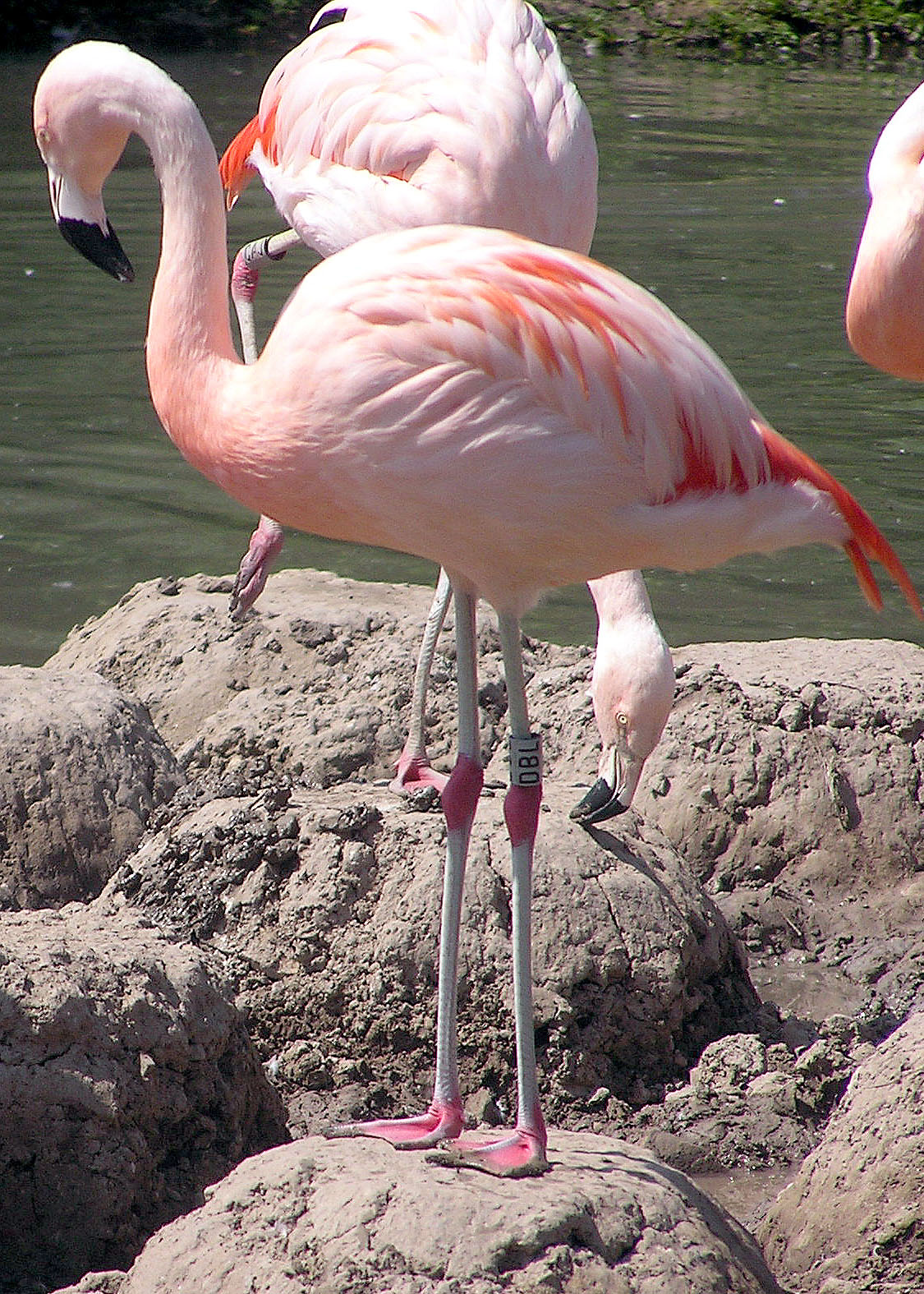
flamenco, cuyas plumas contienen astaxantina.
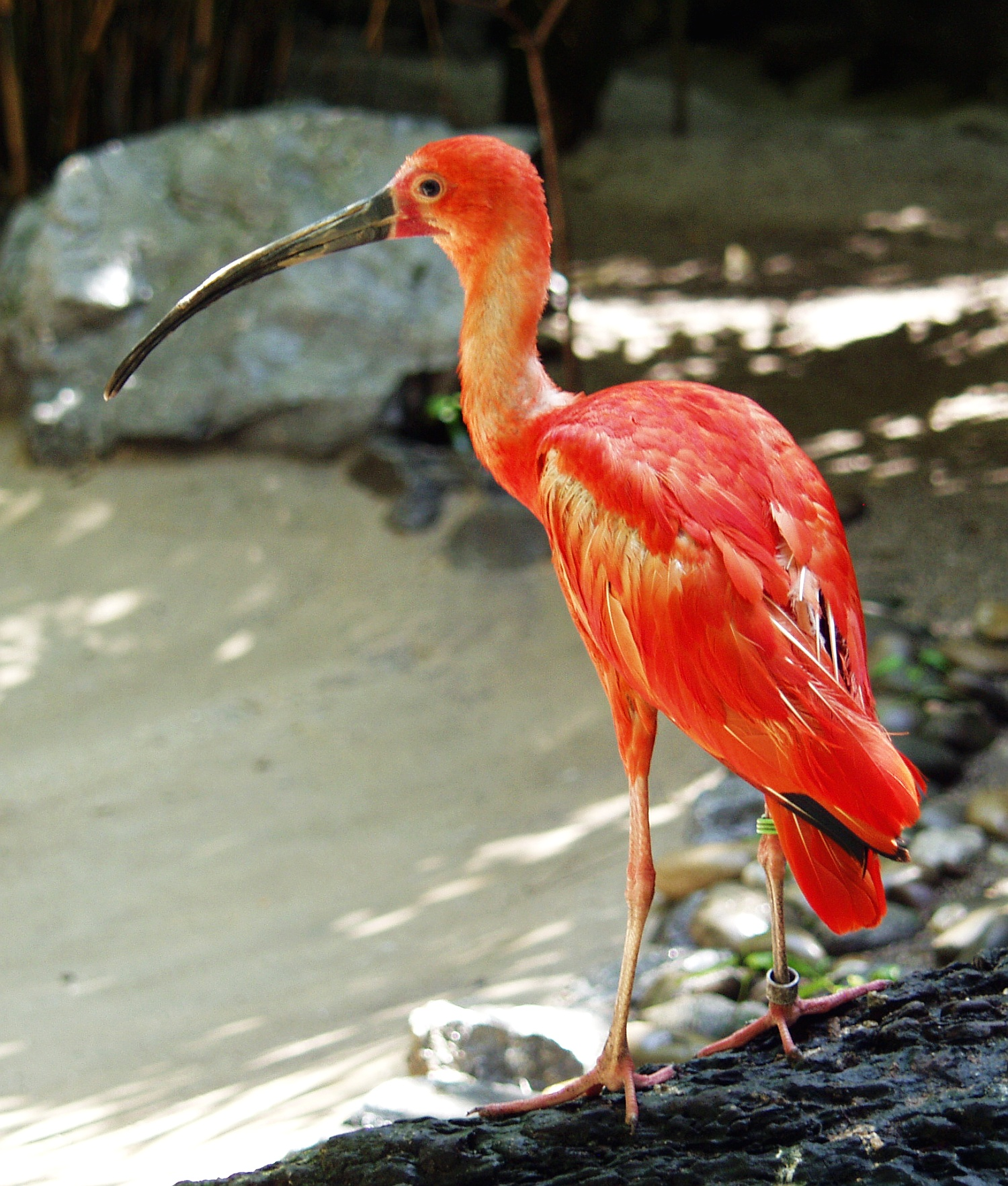
Ave del género Eudocimus.